# Guesnes

Guesnes este o comună în departamentul Vienne, Franța. În 2009 avea o populație de 228 de locuitori.